# Domenico Tudisco
Domenico Tudisco, detto familiarmente Mimmo (Catania, 14 marzo 1919 – Catania, 17 luglio 2013), è stato uno scultore italiano.

## Biografia

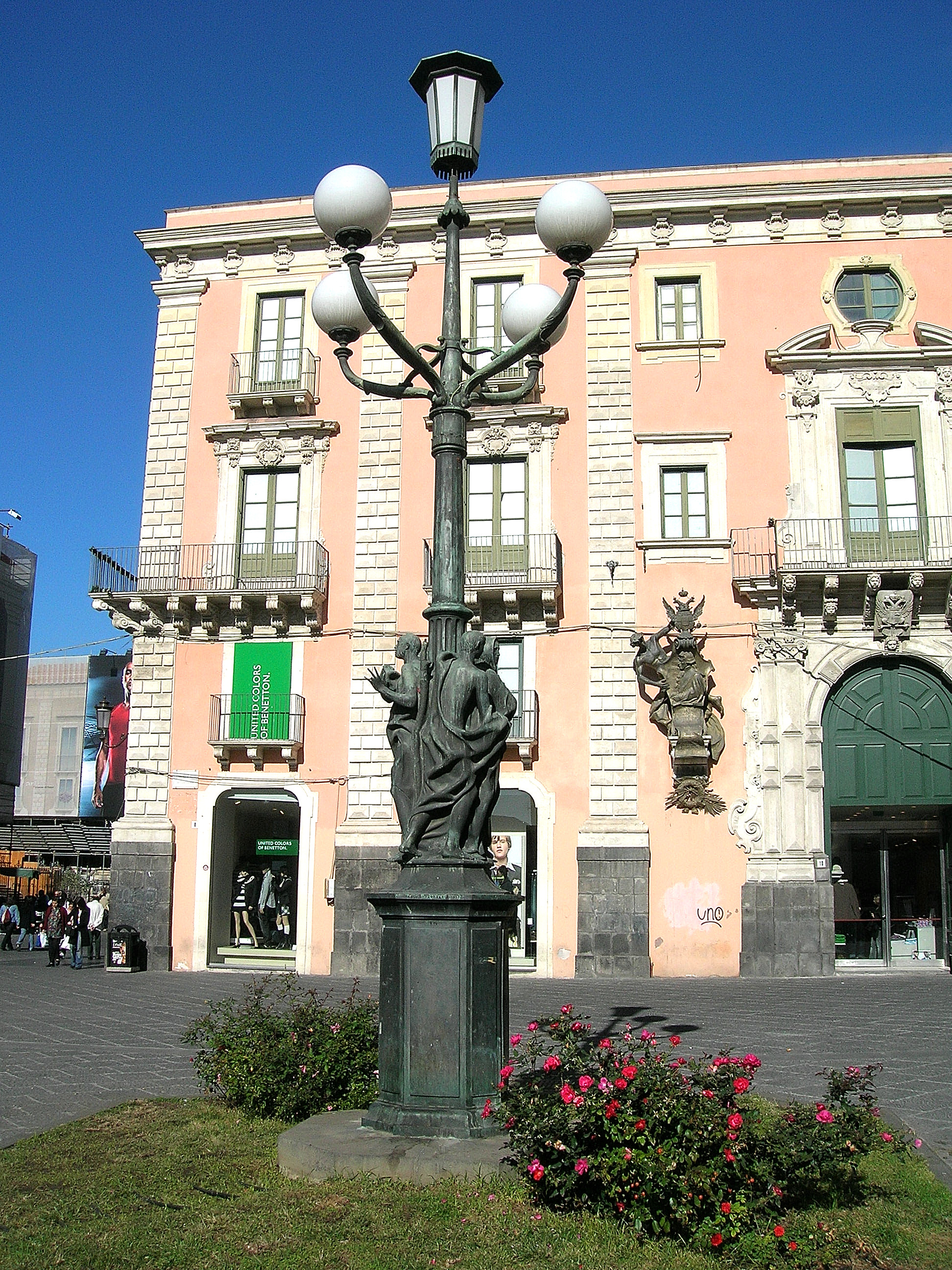
Uno dei quattro candelabri in Piazza dell'Università a Catania realizzati da Tudisco col maestro Lazzaro

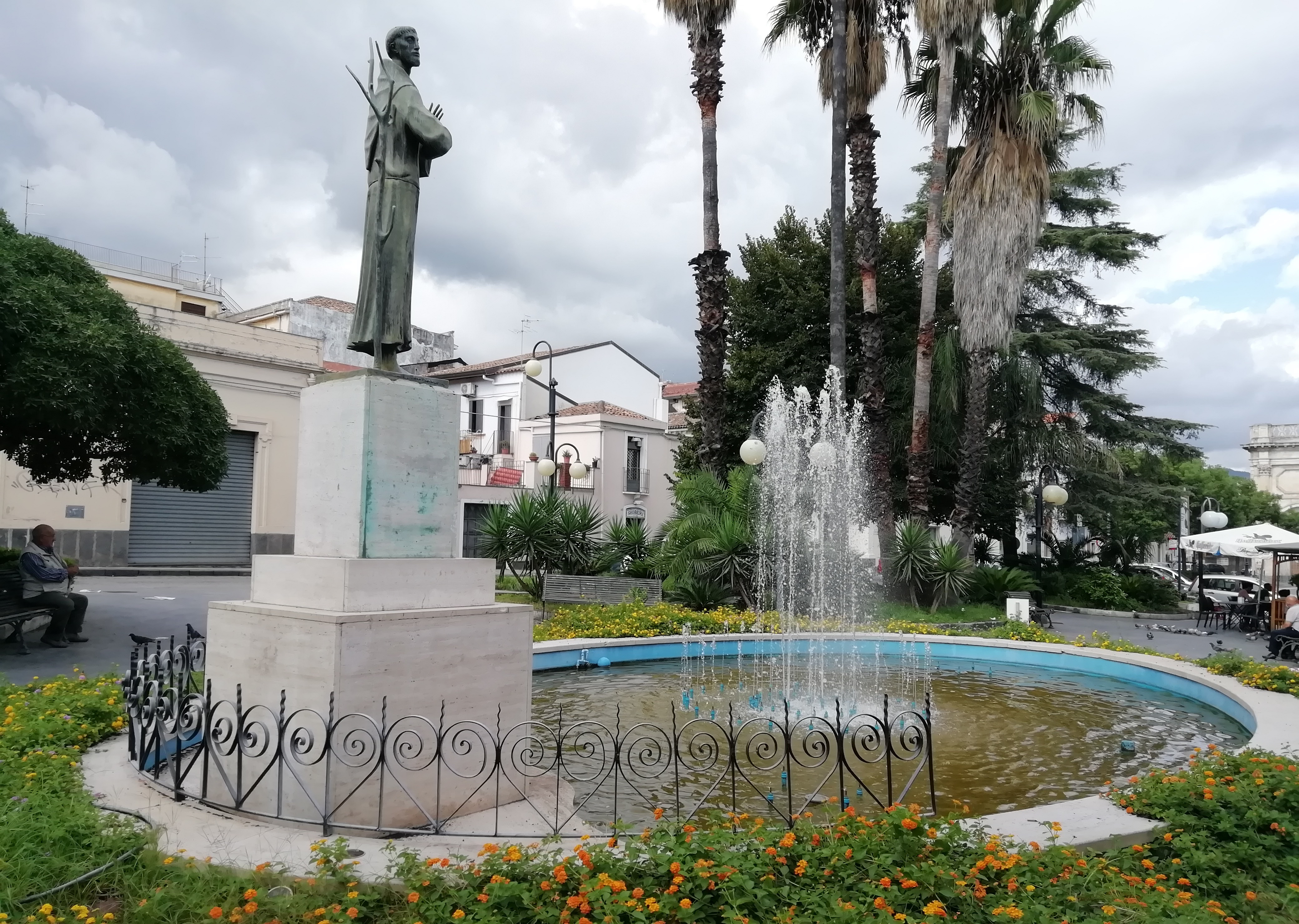
Statua di San Francesco a Giarre

Dopo il normale corso di studi e la frequentazione della bottega degli scultori Zagarella e Formica, oltre che alla scultura si dedicò all'insegnamento tenendo la cattedra di scultura presso l'Istituto Statale d'Arte di Catania dal 1950 al 1975. Fu per molti anni collaboratore dello scultore Mimì Maria Lazzaro e assieme realizzarono i quattro candelabri bronzei siti in Piazza dell'Università a Catania. Oltre a questi realizzò una statua di San Francesco posta nell'omonima piazza di Giarre, nella cui città realizzò anche una via Crucis in terracotta e le formelle in bronzo (1968) del portale per la chiesa di San Camillo  oltre a una statua di San Vito (1978) sita a Macchia di Giarre. Suo anche il Sileno sito a Giardini-Naxos (cfr. Gaetano Bongiovanni, Frammenti catanesi 2, Palermo 2023, pp. 26-27). Realizzò anche una via Crucis in ceramica smaltata per la chiesa di San Domenico di Acireale. Nel corso della sua attività ottenne numerosi premi fra i quali il Sipario d'oro, al premio Verga e la Giara d'argento a Giarre.

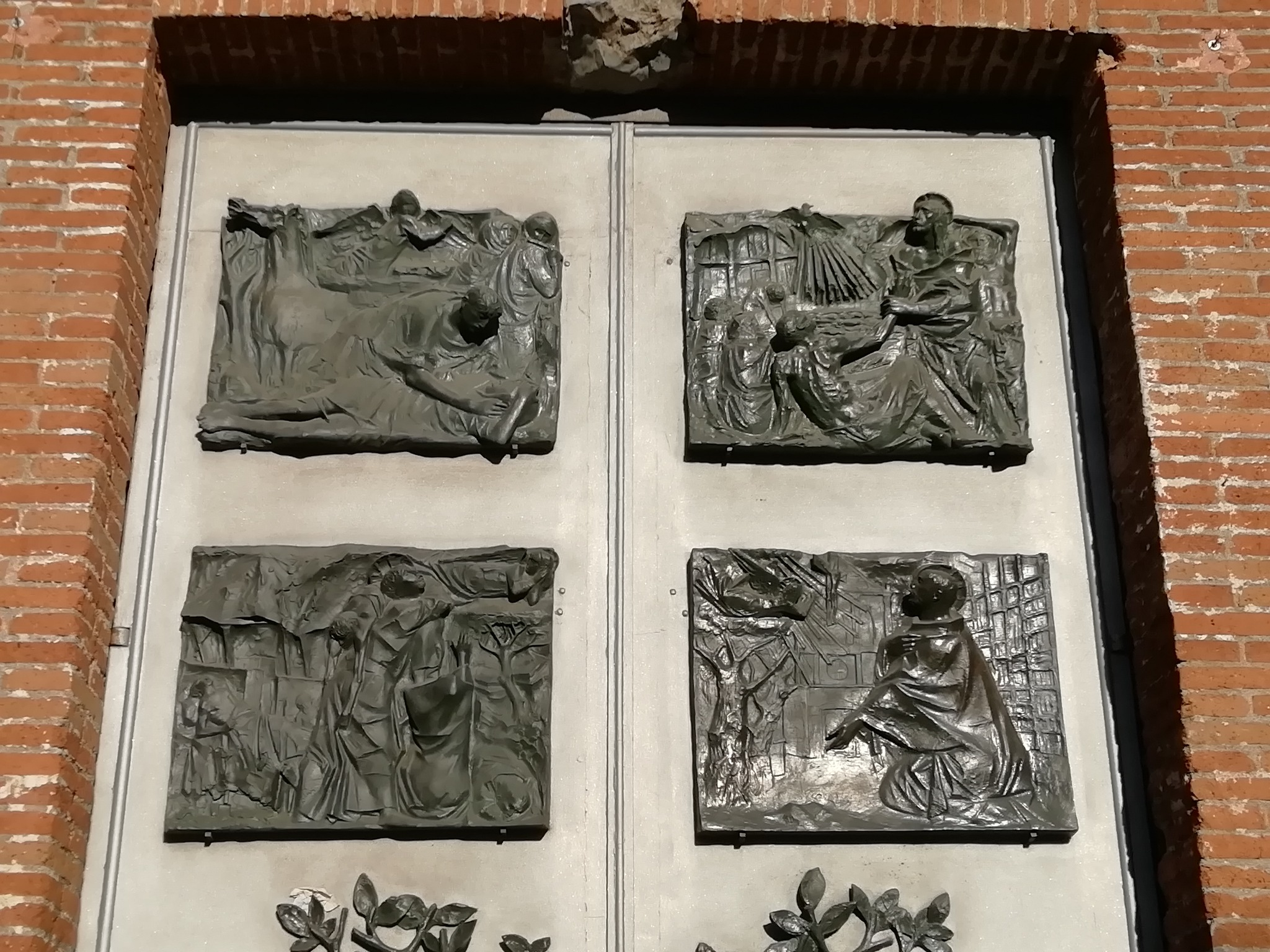
Formelle bronzee sul portale della chiesa di San Camillo De Lellis a Giarre (particolare)

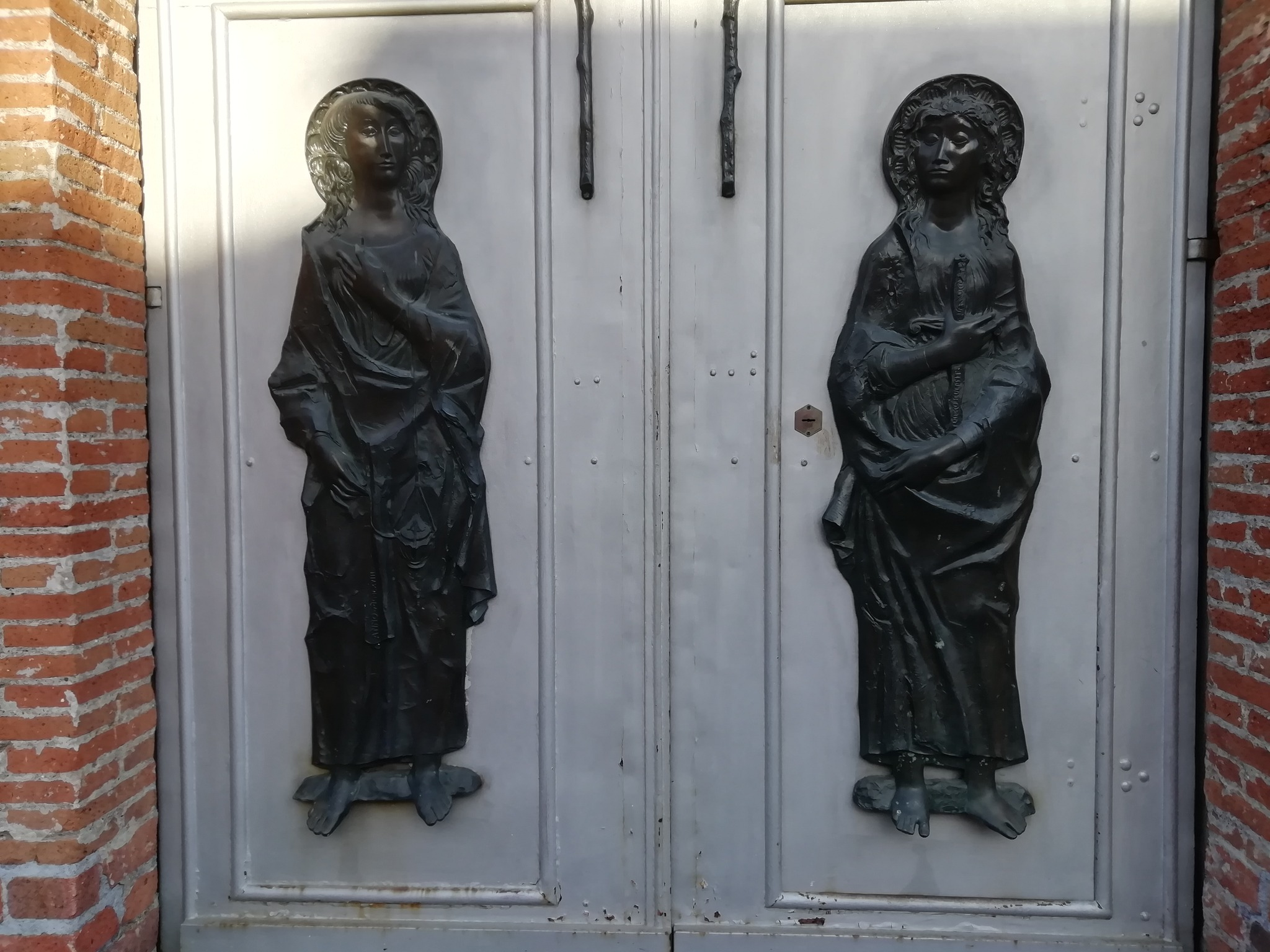
Portale della chiesa di San Camillo De Lellis a Giarre (particolare)

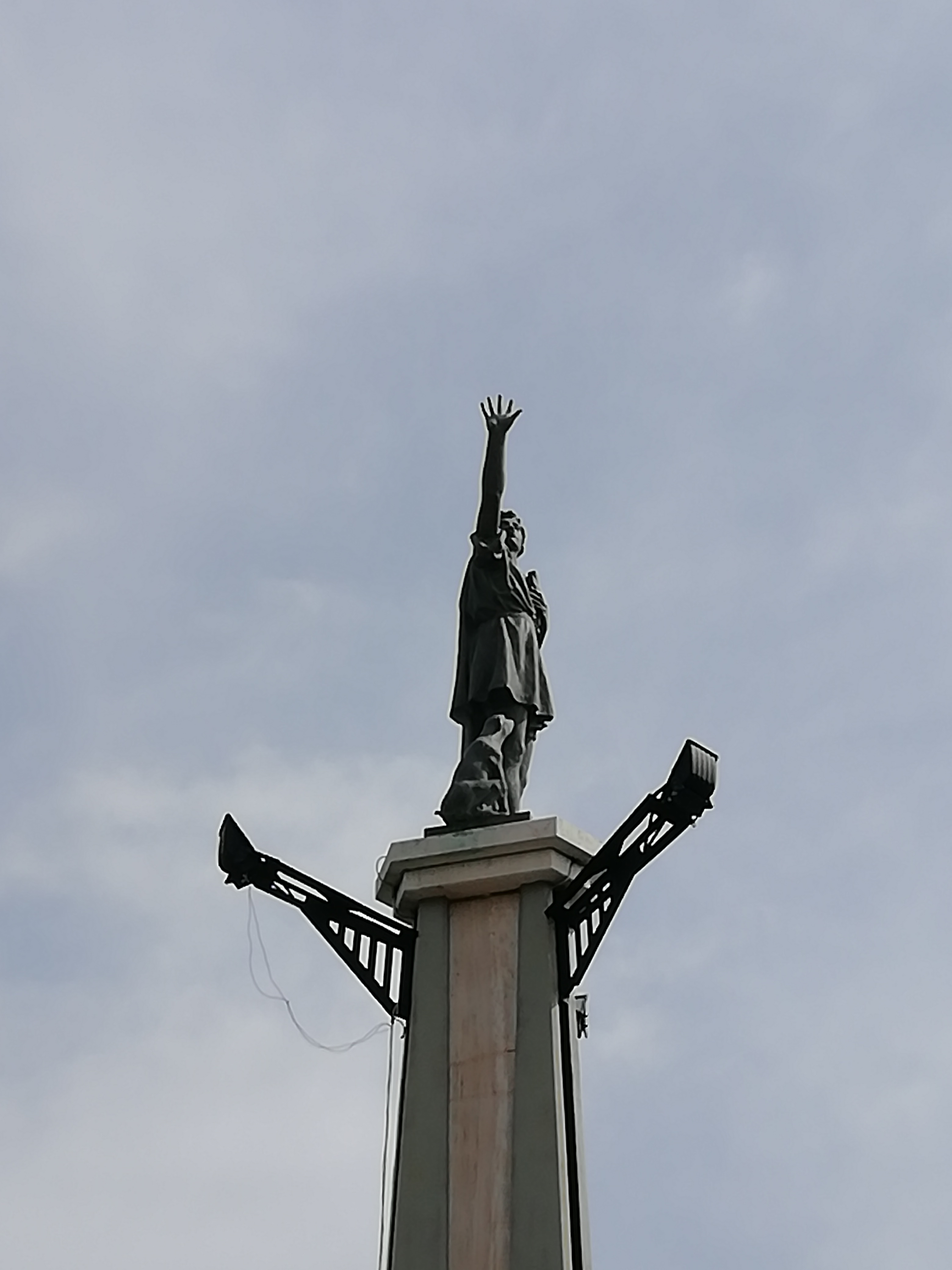
Stele di San Vito a Macchia di Giarre

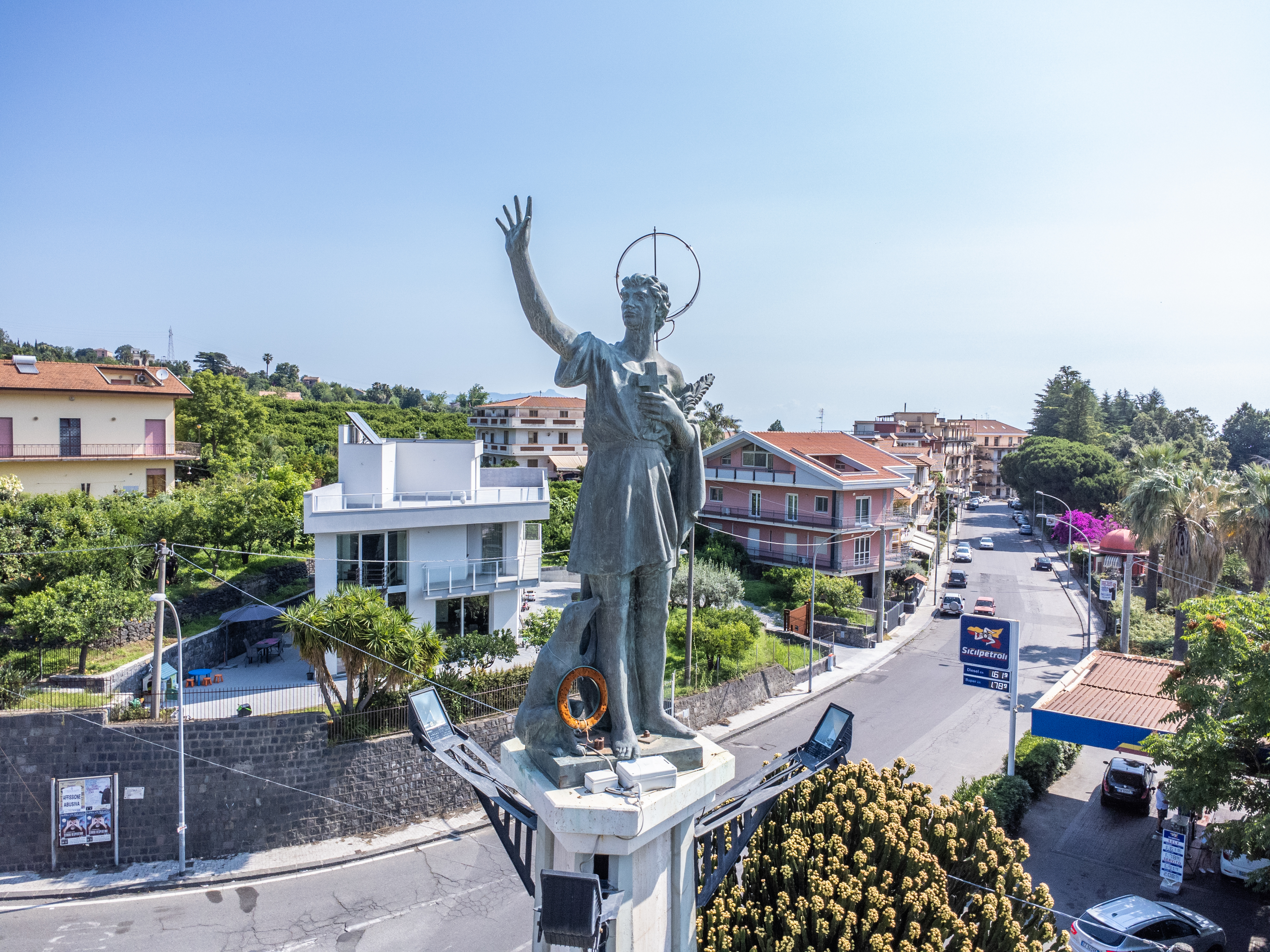
Un'altra vista della Stele di San Vito a Macchia di Giarre